# The Circus (album Erasure)
The Circus – drugi album brytyjskiej grupy Erasure wydany w  roku 1987.

## Utwory

### Standardowa edycja
| #   | Tytuł                 | Długość |
| --- | --------------------- | ------- |
| 01. | It Doesn't Have to Be | 3:53    |
| 02. | Hideaway              | 3:48    |
| 03. | Don't Dance           | 3:36    |
| 04. | If I Could            | 2:52    |
| 05. | Sexuality             | 3:47    |
| 06. | Victim of Love        | 3:40    |
| 07. | Leave Me To Bleed     | 3:21    |
| 08. | Sometimes             | 3:38    |
| 09. | The Circus            | 3:50    |
| 10. | Spiralling            | 3:10    |

Bonusowe utwory
1. „In the Hall Of the Mountain King”  – 2:58
2. „Sometimes” (Extended Mix) – 5:22
3. „It Doesn't Have to Be” (The Boop Oopa Doo Mix) – 7:12

W 2011 roku EMI wydało zremasterowaną wersję albumu w formacie 2CD/DVD. Oba zawierały dysk dodatkowy z teledyskami oraz z koncertem nagranym w tamtym okresie (1987) w formacie VHS.
CD1 – Album
CD2 – Strony B oraz remixy
1. Sexuality (12" Mix)
2. Sometimes (Shiver Mix)
3. The Circus (Bareback Rider Mix)
4. Who Needs Love Like That (Betty Boop Mix)
5. It Doesn't Have to Be (Cement Mix)
6. The Soldier's Return (The Return Of The Radical Radcliffe Mix)
7. Victim of Love (Vixen Vitesse Mix)
8. If I Could (Japanese Mix)

BBC Radio (Radio 1 Session, 10 March 1987)
1. The Circus
2. Gimme! Gimme! Gimme!
3. piralling
4. Phantom Bride

Dysk 3 (DVD)
Promocyjne teledyski
1. Sometimes
2. It Doesn’t Have to Be
3. Victim of Love
4. The Circus

Top of the Pops performances
1. Sometimes
2. It Doesn’t Have to Be
3. Victim of Love
4. The Circus

'Live At The Seaside' (nigdy wcześniej na DVD lecz na VHS)
1. Safety in Numbers
2. Victim of Love
3. It Doesn't Have to Be
4. Don't Dance
5. Who Needs Love Like That
6. Leave Me To Bleed
7. If I Could
8. Oh L’amour
9. The Circus
10. Say What
11. Sometimes
12. Spiralling
13. Gimme! Gimme! Gimme!